# Сепарациона анксиозност
Сепарациона анксиозност је буквално, страх од одвајања. Карактеристичан је за децу која су угрожена претњом одласка или губитка примарног старатеља. Дете се плаши да се блиска особа неће вратити или да ће бити повређено у међувремену. Дуготрајна сепарациона анксиозност може довести до соматских поремећаја, повраћања, поремећаја сна, страха од мрака или усамљености. Страх се смањује или окончава одрастањем, али се може вратити током акутног стреса, криза или преласка из једне у другу животну фазу.